# Josef Pembaur
Josef Pembaur   (Innsbruck, 20 d'abril de 1875 - Múnic, 12 d'octubre de 1950) fou un pianista i compositor austríac.

## Biografia
Nascut a Innsbruck, Pembaur era fill del compositor i director musical Josef Pembaur (Senior) (1848–1923). Va rebre la seva primera educació musical pel seu pare. Des de 1893 fins a 1896, va estudiar piano a la Hochschule für Musik und Theatre München amb Ludwig Thuille, direcció amb Ludwig Abel i composició i orgue amb Josef Gabriel Rheinberger. Va ser guardonat amb una medalla d'or a l'examen final el 1896. De 1896 a 1901, va treballar com a professor de piano a la mateixa escola.
El 1901/02, va continuar els seus estudis amb Alfred Reisenauer a la Universitat de Música i Teatre de Leipzig, on va ser contractat com a professor de piano superior. El 1912 va ser nomenat professor de música a Saxònia. El 1921, va ser nomenat professor a Baviera, però va tornar a l'Acadèmia de Música de Múnic i va ensenyar una classe magistral per a piano.
Pembaur també va completar nombroses gires de concerts. A Berlín va ser un dels jutges del concurs per al Premi Ibach.
A la primavera de 1919, Pembaur va gravar vuit peces per a piano per al Reproduktionsklavier Welte-Mignon, incloses dues composicions del seu pare, probablement els seus primers enregistraments.

El 29 d'octubre de 1918, Thomas Mann el va escoltar en un acte amb l'escriptor Joachim von Delbrück, que aquella nit llegia la seva novel·la Der sterbende Chopin. Mann ho comentava així al seu diari:
| « | <"Vaig escoltar la música, sobretot la sonata amb la marxa fúnebre, que Pembaur va interpretar de manera excel·lent, amb un plaer íntim. Entremig, aquest ase de Delbrück bategava la palla. Vam marxar abans de l'última secció."> | » |

 L'any 1906 es va casar amb la pianista Maria Elisabeth de soltera Maria Elterich, i tots dos també van actuar junts a dos pianos.
El germà de Pembaur, Karl, també va ser compositor i mestre de cor a Dresden.
Pembaur va compondre; Música de cambra, peces per a piano, cors i lieder.

## Publicacions
- Von der Poesie des Klavierspiels.[7] Múnic: Wunderhorn-Verlag 1911 (el 1998, es va reeditar una reedició de la 5a edició de 1919. ISBN 3-929379-03-1)
- Sonat de Ludwig van Beethoven: op. 31 No 2 i op. 57. Múnic: Wunderhorn-Verlag 1915.

## Enregistraments
- Rotlles de piano Phonola de la Ludwig Hupfeld AG Cie, Leipzig
- Rotlles de piano Welte-Mignon de la M. Welte & Söhne [de] Cie, Friburg
- Disc per a Carl Lindström AG (enregistrat a Berlín, novembre de 1927)

Frédéric Chopin;

- Preludi núm. 15 Des-Dur "Regentropfen", op. 28

Franz Liszt:;

- Mephisto-Walzer núm. 1
- Waldesrauschen
- Konzert für Klavier und Orchestre Nr. 2 A-Dur. acompanyat per membres de la Staatskapelle Berlin dirigida per Frieder Weissmann

Schallplatten für Klankopname Studio's van Wouw, Amsterdam (enregistrament de 1938)

Frédéric Chopin:

- Ballada núm. 3 La bemoll major, op. 47

Enregistraments radiofònics

de Franz Liszt:
- Konzert für Klavier und Orchestre Nr. 2 A-Dur. Es begleitet das Royal Concertgebouw Orchestra dirigida per Eduard van Beinum (gravat el 8 de setembre de 1935)